# Ivor Novello
Pour les articles homonymes, voir Novello (homonymie) et Ivor Novello (homonymie).
Ivor Novello, de son vrai nom David Ivor Davies, est un auteur, compositeur, chanteur et acteur britannique, né le 15 janvier 1893 à Cardiff (pays de Galles) et mort le 6 mars 1951 à Londres (Angleterre).

## Biographie
Au théâtre, il compose des comédies musicales (souvent en collaboration avec le parolier Christopher Hassall), jouées à Londres de 1917 à 1951. Il est aussi l'auteur de plusieurs pièces, dont certaines sont données à Broadway entre 1923 et 1936, ainsi que des spectacles musicaux auxquels il collabore. De plus, il participe régulièrement à l'ensemble de ces productions, comme comédien et/ou chanteur.
Au cinéma, il débute comme acteur en 1919 dans L'Appel du sang, un film français muet de Louis Mercanton (sorti en 1920), avec lequel il tourne ensuite Miarka, la fille à l'ourse (1920), aux côtés de Réjane et Charles Vanel. Il jouera ensuite dans 21 autres films jusqu'en 1934. Parmi ses rôles les plus marquants, il tourne en 1927 deux films muets britanniques sous la direction d'Alfred Hitchcock :  The Lodger – dont il tournera également en 1932 un remake parlant : The Lodger de Maurice Elvey – et Downhill. Son premier film américain est The White Rose (1923) de D. W. Griffith.
Plusieurs de ses œuvres seront adaptées au cinéma. Il est également scénariste (ou coscénariste) de trois films en 1932, dont Tarzan, l'homme singe, avec Johnny Weissmuller et Maureen O'Sullivan.
Bien qu'abonné aux rôles de « jeune premier romantique », Novello ne fait pas mystère de son homosexualité. Il entretient avec l'acteur Robert Andrews une relation de 1917 à sa mort en 1951, survenue alors qu'ils jouent ensemble la comédie musicale King's Rhapsody à Londres. Il fréquente d'autres artistes engagés comme Noël Coward, Clifton Webb, Somerset Maugham et Siegfried Sassoon, avec lequel il avait eu précédemment une liaison. Durant la Seconde Guerre mondiale, Novello sera emprisonné durant un mois pour infraction au rationnement sur l'essence à la suite du vol de coupons d'essence par un de ses fans[réf. nécessaire].
Ivor Novello meurt d'une crise cardiaque le 6 mars 1951 au Nº 11 d'Aldwych, proche du Strand, à Londres. Une plaque commémorative (blue plaque en Anglais) est apposée sur le bâtiment.

## Théâtre

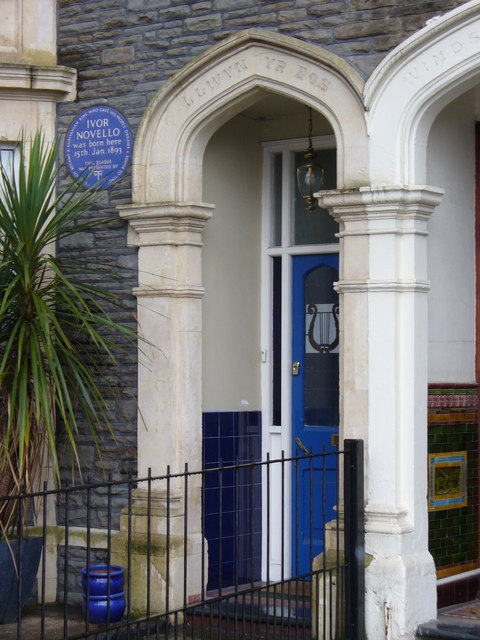
Maison natale d'Ivor Novello à Cardiff

### Comme acteur
- 1914 : As It Used to Be, Little Theatre  (Londres)
- 1924 : The Rat, Prince of Wales Theatre (Londres)
- 1928 : The Truth Game, Globe Theatre (Londres)
- 1930 : Symphony in Two Flats, New Theatre (Londres) puis Prince's Theatre (Bristol)
- 1935 : Glamorous Night, Drury Lane (Londres)
- 1936  : Crest of the Wave, Drury Lane (Londres)
- 1936 : Careless Rapture, Drury Lane (Londres)
- 1938 : Henry V de William Shakespeare, Theatre Royal, Drury Lane (Londres)
- 1939 : The Dancing Years, Drury Lane puis Adelphi Theatre (Londres)
- 1945 : Perchance to Dream, Hippodrome (Londres)
- 1945 : 1066—and all that, adaptation du pastiche du même nom par Reginald Arkell, Palace Theatre (Londres)
- 1949 : King's Rhapsody, Palace Theatre (Londres)

### Comme auteur / compositeur
- 1916 : Theodore and Co, comédie musicale, livret de H.M. Harwood et George Grossmith Jr. d'après Paul Gavault, lyrics d'Adrian Ross et Clifford Grey, musique de Jerome Kern et Ivor Novello, Gaiety Theatre (Londres)
- 1917 : See-Saw, comédie musicale, lyrics de A. B. Mills et Arthur Weigall, musique de Philip Braham, Harold Montague et Ivor Novello, Comedy Theatre  (Londres)
- 1917 : Tabs, revue,  musique d'Ivor Novello, Vaudeville Theatre  (Londres)
- 1918 : Arlette, comédie musicale, lyrics de Adrian Ross et Clifford Grey, musique de Jane Vieu, Guy le Feuvre et Ivor Novello, Shaftesbury Theatre  (Londres)
- 1919 : Who's Hooper?, comédie musicale, livret de Fred Thompson, lyrics de Clifford Grey, musique d'Howard Talbot et Ivor Novello, Adelphi Theatre (Londres) puis Prince's Theatre (Bristol) en 1920
- 1921 : A to Z, comédie musicale, lyrics de Ronald Jeans, Dion Titheradge et Collie Knox, musique de Philip Braham et Ivor Novello, Prince of Wales Theatre  (Londres)
- 1921 : The Golden Moth, comédie musicale, lyrics de P. G. Woodhouse et Adrian Ross, musique d'Ivor Novello, Adelphi Theatre  (Londres)
- 1922 : The Dippers, comédie musicale, musique d'Ivor Novello, Criterion Theatre  (Londres)
- 1923 : Puppets, comédie musicale, lyrics de Dion Titheradge, musique d'Ivor Novello,           Vaudeville Theatre  (Londres)
- 1923 : Our Nell, comédie musicale, lyrics de Harry Graham et Reginald Arkell, musique de  H. Fraser-Simpson et Ivor Novello, Théâtre Gaiety (en) (Londres)
- 1923 : Jack and Jill, comédie musicale en trois actes,  livret de Frederic Isham et Otto Harbach, lyrics d'Otto Harbach et divers (dont Novello), musique d'Augustus Barrack et divers (dont Novello), Globe Theatre à Broadway
- 1924 : André Charlot's Revue of 1924, comédie musicale en deux actes, livret de Dion Titheradge et Jack Hulbert, lyrics et musique d'Ivor Novello, Noël Coward et divers, Times Square Theatre (Broadway)
- 1924 : The Rat, pièce en trois actes en collaboration avec Constance Collier, Prince of Wales Theatre (Londres), puis New Colonial Theatre (Broadway) en 1926
- 1925  : Charlot Revue, comédie musicale, lyrics et musique de divers contributeurs dont Novello, Selwyn Theatre (Broadway)
- 1928 : The Truth Game, pièce en trois actes, Globe Theatre (Londres) puis Ethel Barrymore Theatre (Broadway) en 1931
- 1929 : The House that Jack Built,  comédie musicale, lyrics de Donovan Parsons et Douglas Furber, musique d'Ivor Novello, Vivian Ellis, Arthur Shwartz et Sydney Baynes, Adelphi Theatre (Londres)
- 1929 : Symphony in Two Flats, pièce en trois actes, mise en scène par Raymond Massey, New Theatre (Londres), puis Prince's Theatre (Bristol) et Shubert Theatre (Broadway) en 1930
- 1933 : A Party, pièce en trois actes, Playhouse Theatre (Broadway)
- 1933 : Fresh Fields, pièce en trois actes, Prince's Theatre (Bristol) puis Empire Theatre (Broadway) en 1934
- 1935 : Glamorous Night, comédie musicale, livret et musique d'Ivor Novello, lyrics de Christopher Hassal, mise en scène de Leontine Sagan, Drury Lane (Londres)
- 1935 : How Do, Princess!, comédie musicale, musique d'Ivor Novello et Maurice Dixon, Prince's Theatre (Manchester)
- 1936  : Careless Rapture, comédie musicale, livret et musique d'Ivor Novello, lyrics de Christopher Hassal, mise en scène de Leontine Sagan, Drury Lane (Londres)
- 1936  : Crest of the Wave, comédie musicale, livret et musique d'Ivor Novello, lyrics de Christopher Hassal, Drury Lane (Londres)
- 1939 : The Dancing Years, comédie musicale, livret et musique d'Ivor Novello, lyrics de Christopher Hassal, Drury Lane (Londres)
- 1939 : Second Helping, revue, livret et musique d'Ivor Novello, Prince's Theatre (Bristol)
- 1943 : Arc de Triomphe, comédie musicale, livret et musique d'Ivor Novello, lyrics de Christopher Hassall, Phoenix Theatre (Londres)
- 1945 : Perchance to Dream, comédie musicale, livret, lyrics et musique d'Ivor Novello, Hippodrome (Londres)
- 1949 : King's Rhapsody, comédie musicale, livret et musique d'Ivor Novello, lyrics de Christopher Hassal, Palace Theatre (Londres)
- 1951 : Gay's the World, comédie musicale, livret et musique d'Ivor Novello, lyrics d'Alan Melville, Saville Theatre (Londres)

Sources :  Théatre Collection, Internet Broadway Database

## Filmographie

### Comme acteur
- 1920 : L'Appel du sang de Louis Mercanton
- 1920 : Miarka, la fille à l'ourse de Louis Mercanton
- 1921 : Carnival de Harley Knoles
- 1922 : The Bohemian Girl de Harley Knoles
- 1923 : The Man Without Desire d'Adrian Brunel
- 1923 : La Rose blanche (The White Rose) de D. W. Griffith
- 1923 : Bonnie Prince Charlie de Charles Calvert
- 1925 : The Rat de Graham Cutts
- 1926 : The Triumph of the Rat de Graham Cutts
- 1927 : Les Cheveux d'or (The Lodger) d'Alfred Hitchcock : le locataire
- 1927 : Downhill d'Alfred Hitchcock : Roddy Berwick
- 1928 : The Gallant Hussar (ou The Bold Dragoon) / Der Fesche Husar[5]  de Géza von Bolváry
- 1928 : The Constant Nymph d'Adrian Brunel
- 1928 : The Vortex d'Adrian Brunel
- 1928 : South Sea Bubble de T. Hayes Hunter
- 1929 : The Return of the Rat de Graham Cutts
- 1930 : Symphony in Two Flats de Gareth Gundrey
- 1931 : Once a Lady de Guthrie McClintic
- 1932 : Meurtres (The Lodger) de Maurice Elvey
- 1933 : I Lived With You de Maurice Elvey
- 1933 : Sleeping Car d'Anatole Litvak
- 1934 : Autumn Crocus (en) de Basil Dean

### Comme scénariste
- 1932 : But the Flesh is Weak de Jack Conway - coscénariste d'après The Truth Game
- 1932 : Tarzan, l'homme singe (Tarzan the Ape Man) de W. S. Van Dyke - coscénariste
- 1932 : Meurtres (The Lodger) de Maurice Elvey - coscénariste (non crédité)

Sources :  Internet Movie Database

## Adaptations
Plusieurs pièces de Novello ont été adaptées au cinéma et à la télévision :
- 1925 : The Rat
- 1926 : The Triumph of the Rat
- 1927 : Downhill
- 1930 : Symphony in Two Flats
- 1933 : I Lived With You
- 1937 : Glamorous Night de Brian Desmond Hurst
- 1937 : The Rat de Jack Raymond
- 1941 : Free and Easy de George Sidney  (adaptation deThe Truth Game)
- 1950 : Au temps des valses (The Dancing Years) de Harold French
- 1955 : Rhapsodie royale (King's Rhapsody) de Herbert Wilcox
- 1959 : Musical Playhouse : The Dancing Years et Perchance to Dream
- 1976 : The Dancing Years de Richard Bramall

Sources :  Internet Movie Database

## Hommages
Robert Altman lui rend hommage dans son film Gosford Park (2001), où il apparaît sous les traits de l'acteur Jeremy Northam qui interprète plusieurs compositions de Novello.
Il a été également interprété par l'acteur Jeremy Irvine dans Les Carnets de Siegfried (2021), dernier film du réalisateur Terence Davies.
Une cérémonie de remise de prix récompensant depuis 1955 des paroliers et compositeurs britanniques porte son nom,  les Ivor Novello Awards (« The Ivors »), ainsi qu'un théâtre londonien, depuis 2005, le Novello Theatre.